# 프란츠 안톤 호프마이스터

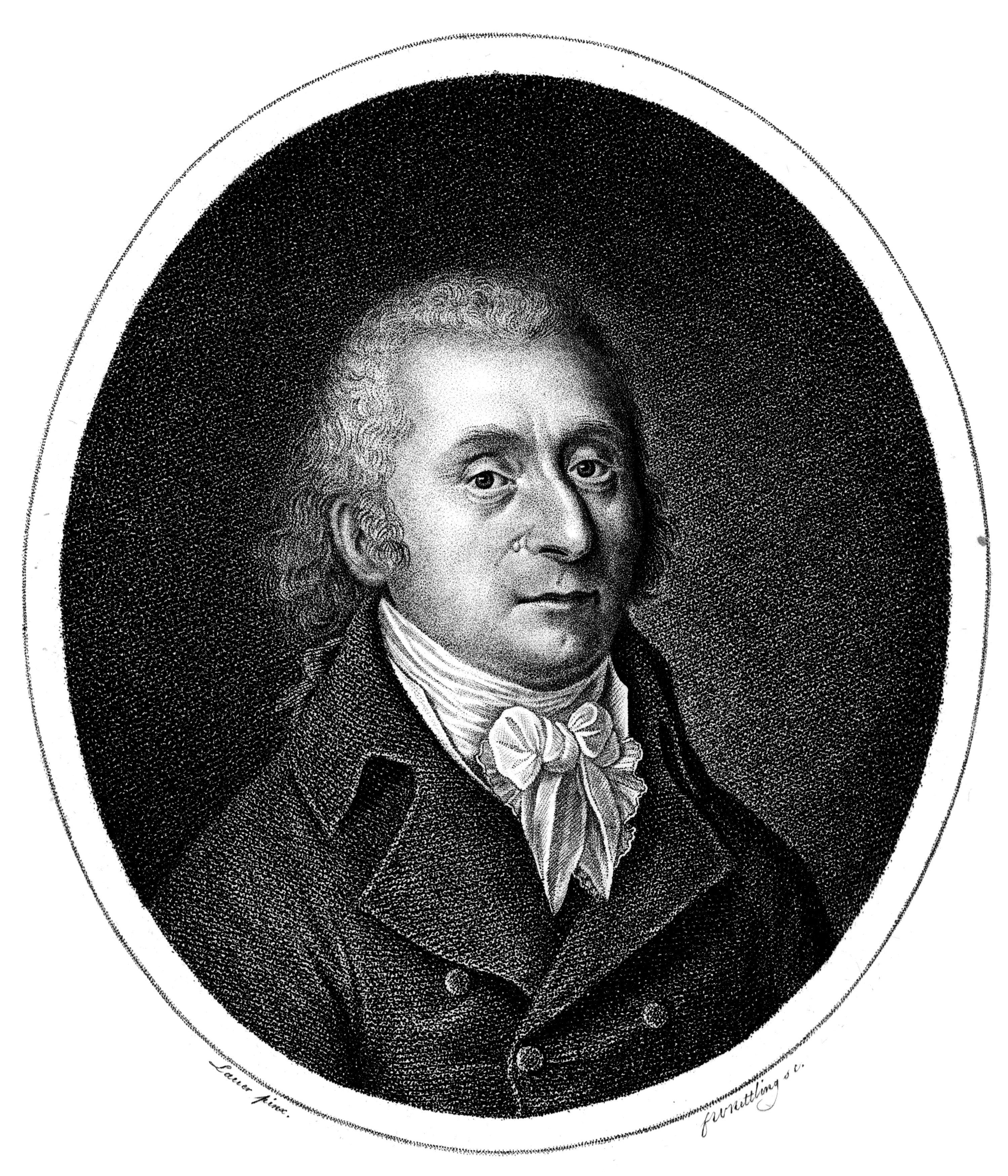
프란츠 안톤 호프마이스터(Franz Anton Hoffmeister)

프란츠 안톤 호프마이스터 (Franz Anton Hoffmeister, 1754년 5월 12일~1812년 2월 9일)은 독일의 작곡가이자 음악 출판업자이다.
호프마이스터는 로텐부르크 암 네카르(Rottenburg am Neckar)에서 태어나, 14세에 빈으로 가서 법을 공부했다. 그러나 공부를 하면서 그는 음악으로 진로를 정하고, 1780년대에 그는 다양하고 광범위한 작품들로 명예를 얻어 이 도시의 인기있는 작곡가가 되었다.
그러나 오늘날에는 거의 그의 악보 출판업 활동으로만 알려져 있다. 1785년에 그는 빈에서 거의 최초의 악보 출판사를 설립했다. 가장 먼저 이 분야에 뛰어든 회사는 아르타리아 & Co로서, 겨우 5년 전의 일이었다.
호프마이스터는 그의 작품과 더불어 요제프 하이든, 볼프강 아마데우스 모차르트, 루트비히 판 베토벤, 무치오 클레멘티, 요한 게오르크 알브레히츠베르거, 칼 디터스 폰 디터스도르프, 요한 밥티스트 반할 등 당대 중요한 음악가들의 많은 작품들을 출판했다. 이들 유명한 작곡가들은 호프마이스터와 개인적으로 친분이 있기도 했다. 모차르트는 현악 4중주 20번(K.499)를 그에게 헌정했으며, 베토벤은 편지에서 그를 이르러 “가장 신뢰하는 형제”로 부르기도 했다.
호프마이스터의 출판 활동은 1791년에 절정을 이루는데, 이후부터는 작곡에 전념한다. 그가
쓴 오페라 작품은 대부분 1790년대 초에 작곡되어 공연되었다. 사업 감각이 그리 뛰어나지못한데다, 이렇듯 사업에 소홀해지자 사세가 기울게 되었다.
1799년에 호프마이스터와 플루티스트 프란츠 투르너는 런던만큼 먼 곳으로 순회 연주를 떠난다. 그러나 이들은 겨우 라이프치히까지 갔는데, 이곳에서 그는 오르가니스트 암브로시우스 퀴넬과 친구가 된다. 이 두 사람은 “1년간” 악보 출판을 계약한 듯 한데, 이들은 ‘’Bureau de Musique’’를 설립하는데, 이 회사는 나중에 오늘날 유명한 C.F 페터스 사로 넘어간다. 이들이 출판한 작품 중에는 1802년 바흐 건반 작품 14권의 초판도 있다. 1805년까지 호프마이스터는 빈 회사와 라이프치히의 새 회사를 함께 경영했다. 그러나 1805년 3월 ‘’Bureau de Musique’’의 소유권은 퀴넬에게 넘긴다. 그는 비엔나 회사에도 관심을 잃어, 1806년에는 작곡으로 돌아서서, 20년 된 이 회사를 헤미셰 드루커레이(Chemische Druckerey)에게 매각했다.
작곡가로서 호프마이스터는 당대에 매우 호평을 받아, 그가 죽은 해 출판된 거버의 Neues Lexikon der Tonkünstler의 서문에는 다음과 같이 전한다.

만약 당신이 그의 여러 다양한 작품을 보게 된다면, 이 작곡가의 영민함과 성실성에 감탄하게 되리라…… 그는 자신의 독창적인 작품을 통해 스스로 합당한 평판을 널리 얻게 되었다. 그의 작품들은 감정 표현이 풍부하면서도 흥미롭고도 적절한 악기 사용과 훌륭한 역량을 보여준다. 특히 이 특징 덕분에 우리는 그의 악기에 대한 지식에 감사해야 한다. 이는 너무나 뚜렷하여 당신은 그가 자신의 작품에 있는 모든 악기의 명인이라 생각하게 될 것이다.

호프마이스터의 수많은 작품 중 가장 뛰어난 것은 플룻으로서, 협주곡뿐만 아니라 실내악에서도 플룻이 주도적인 역할을 맡는다. 이런 작품 중 대부분은 플룻을 선호하는 빈의 수많은 신예 음악가들과 작곡한 것이다. 플룻 음악 외에도 호프마이스터는 최소 8개의 오페라와 50개가 넘는 교향곡, 수많은 협주곡(그 중 최소 25개는 플룻 협주곡이며, 유명한 비올라 협주곡도 있다.), 현악 실내악, 피아노곡, 여러 노래를 작곡했다.

## 참고 문헌
- Clive, Peter, Mozart and His Circle: A Biographical Dictionary (New Haven: Yale University Press, 1993), pp. 160-161
- Lawford-Hinrichsen, Irene, Music Publishing and Patronage: C. F. Peters: 1800 to the Holocaust (Kenyon: Edition Press, 2000), pp. 3-7